# 国際移行期正義センター
国際移行期正義センター（こくさいいこうきせいぎセンター、英語: International Center for Transitional Justice、ICTJ）は、2001年に設立されたアメリカ合衆国の非営利団体。ニューヨークに拠点を置き、移行期正義の観点から人権侵害や残虐行為に対する研究を行なっている。

## 主な構成員
- アレックス・ボレイン - 共同創設者、初代会長